# Brevipecten
Brevipecten is een geslacht van vlinders van de familie spinneruilen (Erebidae), uit de onderfamilie Bagisarinae.

## Soorten
- B. biscornuta Wiltshire, 1985
- B. bischofi Hacker & Fibiger, 2007
- B. brandbergensis Hacker, 2004
- B. calimanii (Berio, 1939)
- B. clearchus Fawcett, 1916
- B. confluens Hampson, 1926
- B. cornuta Hampson, 1902
- B. discolora Hacker & Fibiger, 2007
- B. dufayi Viette, 1976
- B. hypocornuta Hacker & Fibiger, 2007
- B. legraini Hacker & Fibiger, 2007
- B. malagasy Viette, 1965
- B. marmoreata Hacker & Fibiger, 2007
- B. niloticus Wiltshire, 1977
- B. politzari Hacker & Fibiger, 2007
- B. tessenei Berio, 1939
- B. tihamae Hacker & Fibiger, 2007
- B. wolframmeyi Hacker & Fibiger, 2007